# Maja Ivarsson
Maja Hanna Maria Ivarsson, nota anche con lo pseudonimo di Nancy Blond (Åhus, 2 ottobre 1979), è una cantante svedese, nota per essere la cantante del gruppo musicale The Sounds.

## Biografia
Maja Ivarsson ha fondato The Sounds nel 1999 con gli amici Felix Rodriguez e Johan Bengtsson. Il gruppo ha pubblicato il suo primo album Living in America nel 2002.
La cantante ha collaborato con i Cobra Starship nel brano e nel video Snakes on a Plane (Bring It), canzone inserita nel film Snakes on a Plane (2006).
Maja Ivarsson ha lavorato anche con Alice in Videoland (We Are Rebles), All Time Low (Guts) e Felix Cartal (Tonight).

## Discografia

### Da solista

#### Singoli
- 2012 - Tonight (con Felix Cartal)